# Anoeta
Anoeta è un comune spagnolo di 1 709 abitanti situato nella comunità autonoma dei Paesi Baschi.